# Câmpeni
Câmpeni é uma cidade da Roménia com 8.587 habitantes, localizada no distrito de Alba.